# کارلو اویوس
کارلو اویوس (اسپانیایی: Carlos Hoyos‎؛ زادهٔ ۲۸ فوریهٔ ۱۹۶۲) بازیکن سابق و مربی فوتبال اهل کلمبیا است.
از باشگاه‌هایی که در آن بازی کرده‌است می‌توان به باشگاه ورزشی اتلتیکو جونیور و باشگاه ورزشی دیپورتیوو کالی اشاره کرد.
وی همچنین در تیم ملی فوتبال کلمبیا بازی کرده‌است.